# Пензенский государственный краеведческий музей
Пензенский государственный краеведческий музей — государственный музей г. Пензы. Был основан как естественно-исторический, Пензенским обществом любителей естествознания (ПОЛЕ) 22 сентября 1905 года и открыт для публичного посещения в феврале 1911 года. Музей насчитывает 7 постоянных выставочных экспозиций, включает в себя естественнонаучные, археологические, этнографические, художественные, нумизматические коллекции; фонды письменных и печатных источников. Является членом союза музеев России, основной фонд насчитывает более 103 000 экспонатов. Ежегодная посещаемость — более 135 тысяч человек.

## История
В 1924 году естественно-исторический музей был переименован в краеведческий. В феврале 1926 года открылась полнопрофильная экспозиция на которой был представлен смонтированный А. А. Штукенбергом скелет мамонта. В 1921 году музей был переведён в здание фельдшерско-акушерской школы на ул. Садовой, а в 1924 ему предоставили кирпичное двухэтажное здание бывшего общежития женского епархиального училища на ул. Красной.
Здание музея построено в «кирпичном стиле».

## Состав музея
- Музей В. О. Ключевского,
- Музей И. Н. Ульянова,
- Дом-музей Н. Н. Бурденко,
- Золотарёвское городище.